# Křížová cesta (Lukov)
Zaniklá Křížová cesta v Lukově na Třebíčsku vedla podél zemské silnice z Moravských Budějovic na Babice.

## Historie
Křížovou cestu tvořilo čtrnáct zastavení, která nechal vybudovat Rudolf Jindřich hrabě ze Schaumburku. Zastavení byla v podobě kvádrových pilířů a byla vyzděna z cihel. Pilíře na základně 1,55 × 0,63 metru byly vysoké 2,95 metru a na vrcholu byly zastřešeny cihlovou stříškou.
Cesta vedla na kopec Svatý Vít, který se původně jmenoval Křížová hora podle tří masivních křížů na vrcholu.

### Kaple Svatého Víta
Křížová hora byla od roku 1648 v majetku Rudolfa Jindřicha hraběte ze Schaumburku. Roku 1677 nechal hrabě na hoře postavit kapli zasvěcenou Antonínu Paduánskému a dal při ní zřídit poustevnu. Po roce 1700 byla kaple znovu vysvěcena a zároveň zasvěcena svatému Vítu. Ke kapli byly každoročně pořádány pouti.
Roku 1782 odešel od kaple poslední poustevník. Za josefínských reforem byla kaple dekretem z 28. července 1786 zrušena a zbavena veškerého vybavení a zařízení. Hrabě Dominik Ondřej Kaunic-Rietberk-Questenberk, majitel panství, na místě zrušené kaple nechal postavit letohrádek v podobě osmibokého hranolu, 7 metrů vysokého. 29. dubna 1788 byla původní kaple zbořena a nový letohrádek byl otevřen 20. září 1788. Po roce 1848 stavba postupně zanikala až do zřícení zdí.
Zřícenina stojí na okrouhlé vyvýšenině, uměle upravené a 1,20 metru vysoké, o průměru 21 metr.